# 涅利多沃
56°13′N 32°47′E / 56.217°N 32.783°E
涅利多沃（俄语：Нели́дово）是俄羅斯特維爾州西南部的一個城市，位於苗扎河畔，距特維爾西南276公里。2002年人口26,154人。
涅利多沃於1900年建立，1949年建市。